# Vladimír Dolejš
Vladimír Dolejš (* 17. června 1950 České Budějovice) je motoristický publicista, producent televizních a audiovizuálních děl, autor mnoha televizních pořadů z oblasti motorismu a několika knižních publikací z motoristického sportu.

## Novinářská kariéra
Po maturitě na Střední všeobecně vzdělávací škole v Českých Budějovicích nastoupil 19. srpna 1968 jako novinářský elév v Československém rozhlase v Českých Budějovicích. Po studiu na někdejší Fakultě sociálních věd a publicistiky Univerzity Karlovy v Praze (1969–1974) spolupracoval jako externista s Československou televizí, později jako redaktor.
V Československé a České televizi působil v letech 1974–1998 jako redaktor, scenárista, moderátor a režisér pořadu Auto Moto Revue, dramaturg a komentátor sportovních a motoristických přímých přenosů a záznamů, dramaturg, scenárista a režisér dokumentárních motoristických pořadů, moderátor sportovních částí zpravodajských pořadů a pořadu Branky, body, vteřiny.
Po odchodu z České televize působil jako producent, scenárista, režisér a moderátor pořadu Motorsport TV3 pro televizní stanici TV3, totéž vykonával pro pořad MoDoRevue stanice TV Praha a záznamy sportovních motoristických pořadů Galaxie Sport. Působil jako komentátor českého vysílání televizní stanice Eurosport. Publikoval a publikuje řadu materiálů s převážně motoristickou tematikou v denním, odborném i dalším periodickém a neperiodickém tisku, rozhlasových stanicích a na Internetu. Od roku 2013 působí v redakci Motorsport revue, kde publikuje videoreportáže ze závodů rally a dalších motoristických akcí, vlastní testy automobilů apod.
Mezi roky 1984 - 2005 aktivní jezdec automobilového sportu. Věnoval se zejména rallye, ale také závodům na okruzích a rallyecrossu, v sezónách 1994 a 1995 obsadil v mistrovství ČR vždy třetí místo ve třídě N do 2000 cm³. Startoval s vozy Lada, Škoda, Mazda, Ford, Honda, zejména ale Nissan.

## Pedagogická činnost
- Fakulta sociálních věd Univerzity Karlovy Praha
- Filmová akademie Miroslava Ondříčka v Písku
- Soukromá vyšší odborná škola filmová Písek

## Dílo – výběr
- Hvězdy na čtyřech kolech, Automedia 1997
- Česká rallye 1992–2002, Computer Press 2003
- Česká rallye a rallysprint 2003, Computer Press 2004
- Česká rallye a rallysprint 2007, Grada 2007